# Стів Маллінгс
Стів Маллінгс (англ. Steve Mullings; нар. 28 листопада 1982) — ямайський легкоатлет, який спеціалізувався в бігу на короткі дистанції.

## Спортивні досягнення
Чемпіон світу з естафетного бігу 4×100 метрів (2009).
Срібний призер з естафетного бігу 4×100 метрів на чемпіонаті світу (2007, виступав у попередньому забігу).
Фіналіст (5-е місце) змагань з бігу на 200 метрів на чемпіонаті світу (2009).

## Допінг
У травні 2005 був дискваліфікований на 2 роки за порушення антидопінгових правил. Проба, взята у Маллінгса в червні 2004, дала позитивний результат на наявність у його організмі забороненої речовини. Внаслідок цього результати, які атлет показав після червня 2004 до дати дискваліфікації, було анульовано.
24 червня 2011 проба, взята у спортсмена на національному чемпіонаті, дала позитивний результат, внаслідок чого 29 листопада 2011 за повторне порушення антидопінгових правил національна федерація дискваліфікувала Маллінгса довічно. 4 травня 2013 Спортивний арбітражний суд підтвердив правомірність дискваліфікації.